# یوهنیا توستوهان
یوهنیا توستوهان (اوکراینی: Євгенія Товстоган؛ زادهٔ ۳ آوریل ۱۹۶۴) بازیکن هندبال اهل اوکراین است.